# ヨツスジトラカミキリ
ヨツスジトラカミキリ Chlorophorus quinquefasciatus は、カミキリムシ科の昆虫の一つで、黄色くて前翅に黒い帯模様を持つトラカミキリの1種である。

## 特徴
体長16-17mmの甲虫。頭部は小さめで表面には粗大な点刻が散らばる。触角同士の間隔は狭い。触角はあまり長くなく、伸ばしてようやく前翅の前半部に届く程度で、柄節がもっとも長く、また基部の5節はその下面の縁に毛が並ぶ。前胸は卵形をしており、その背面の最上部に顆粒と点刻が密集する。前翅はたたむと後方に向けて次第に狭まり、先端は真横に切断されたようになっており、そこから腹部の末端が常に突き出ている。また前翅背面には点刻があるが、密生した毛によって見えなくなっている。後脚が特に長くなっており、その腿節は前翅後端を優に超えて伸び、脛節も長く、跗節ではその第1節が特に長くてそれより先の部分のほぼ2倍近くある。
体色は基本的には黒であるが、表面に黄色の短く伏した毛を密生し、全体としては黄褐色に見える。前胸背には翼状の形の横に長い黒い斑紋があり、前翅には前半部に半環状の黒い斑紋が両側面に、その前後に2本の黒い帯があってこれを包む。さらにそれらの後方に黒褐色の横帯が入る。腹面では腹部第1節の基部側が黒褐色でそれ以外は黄色を帯びる。ただし体色や斑紋にはかなりな程度に地理的な変異、および個体変異があることが知られている。
別名にイツスジトラカミキリがあると石井他編(1950)にはあるが、他の出典にはそのような記述はなく、現在は使われていないと思われる。

## 分布
日本では本州、四国、九州、対馬、壱岐、男女群島、五島列島、屋久島、種子島、琉球列島のトカラ列島、奄美諸島、沖縄、先島諸島から知られる。
国外では朝鮮半島、済州島、および台湾から知られている。
日本本土では暖地性の種とされ、海岸のシイカシ林によく見られる他、公園など人里周辺でも見られる。

## 生態など
成虫の出現は八重山諸島では5月より、関東地方では7月からで、9月頃まで見られる。アカメガシワなどの花に訪れる他、立ち枯れの木や伐採木にも集まる。幼虫は様々な広葉樹の枯死木、腐朽木を餌とし、その材部を食べる。

## 類似種など
イリオモテトラカミキリ C. aritai は本種と斑紋がよく似ているが、前翅の斑紋が異なるので区別は容易である、とのことで、この種は琉球列島の沖縄島以南に見られるというので本種と分布域が重なるが、この種の方が個体数は少ないという。